# Bakerella microcuspis
Bakerella microcuspis là một loài thực vật có hoa trong họ Loranthaceae. Loài này được (Baker) Tiegh. mô tả khoa học đầu tiên năm 1895.